# Alıbəyli
Alıbəyli est une commune d'Azerbaïdjan située dans le raion d'Agdam. Elle comprend le chef-lieu Alıbəyli, qui est situé à 25 km au nord-est d'Agdam, ainsi que les villages de Birinci Alıbəyli, İkinci Alıbəyli et  Kiçikli.